# Kasteel Ter Laar
Het Kasteel Ter Laar is een kasteel in de tot de Oost-Vlaamse gemeente Lievegem behorende plaats Lovendegem, gelegen aan Appensvoordestraat 92-94.

## Geschiedenis
Het goed was oorspronkelijk een leen van de heerlijkheid Ter Straeten, genaamd Goed Ten Velde. In 1659 was hier een omgrachte motte met kasteel, in 1726 Vossensgoedt genaamd en aangeduid als vervallen casteel. Het tegenwoordige kasteel werd gebouwd in het eerste decennium van de 19e eeuw. In 1863 werd een derde verdieping toegevoegd, welke in 1938 weer werd verwijderd.

## Gebouw
Het betreft een kasteel in neoclassicistische stijl. Er is een salon die uitziet op het park en de vijver, en die voorzien is van stucwerk met jachttrofeeën, putti, en een cassetteplafond.
In het park vindt men een ijskelder, de voormalige stallen en de hovenierswoning.